# Strandvaskeren (tv-serie)
|  | For den danske stumfil med samme titel fra 1916, se Strandvaskeren (film) |
Strandvaskeren er en tv-serie produceret som en dansk/svensk koproduktion, der blev sendt første gang i 1978.
Manuskriptforfattere var Leif Panduro og Bent Christensen og for instruktionen stod Henning Ørnbak (med fotografi af Matz Jansson, Erik Fägerwall og Folke Johansson).
Musikken er komponeret af Hans-Erik Philip, spillet af DR Underholdningsorkestret dirigeret af Palle Mikkelborg og solo trompeten spilles af Dizzy Gillespie.

## Medvirkende
Blandt de mange medvirkende gennem seriens 6 afsnit kan nævnes:
- Lotte Tarp
- Dick Kaysø
- Susanne Jagd
- Otto Brandenburg
- Jess Ingerslev
- Bendt Rothe
- Rita Angela
- Pernille Grumme
- Joen Bille
- Hugo Herrestrup
- Jannie Faurschou
- Poul Glargaard
- Lise-Lotte Norup
- Britt-Louise Tillbom

| Skuespiller             | Rolle                          | Nationalitet |
| ----------------------- | ------------------------------ | ------------ |
| Lotte Tarp              | Ingalill, strandvaskeren       | Svensk       |
| Hans Klinga             | Knut, Ingalills mand           | Svensk       |
| Frej Lindquist          | Frank                          | Svensk       |
| Dick Kaysø              | Willy Karlsen                  | Dansk        |
| Susanne Jagd            | Ulla                           | Dansk        |
| Otto Brandenburg        | Leon                           | Dansk        |
| Jess Ingerslev          | Bengt Lind, retsmediciner      | Dansk        |
| Rita Angela             | Fru Andersen, laborant         | Dansk        |
| Pernille Grumme         | Gerda Isaksen, laborant        | Dansk        |
| Joen Bille              | Doktor Horsberg                | Dansk        |
| Britt-Louise Tillbom    | Karin Lind, Bengts kone        | Svensk       |
| Arendse Kjærull-Schmidt | Marianne Lind, Bengts datter   | Dansk        |
| Gunilla Gårdfeldt       | Helena, sekretær               | Svensk       |
| Hugo Herrestrup         | Albius                         | Dansk        |
| Per Myrberg             | Hr Marcus                      | Svensk       |
| Jannie Faurschou        | Tina, Bengts elskerinde        | Dansk        |
| Poul Glargaard          | Tv-speaker                     | Dansk        |
| Verner Tholsgaard       | Vagtmester                     | Dansk        |
| Lise-Lotte Norup        | Receptionist                   | Dansk        |
| Willy Rathnov           | Svendsen, kriminalassistent    | Dansk        |
| Bendt Rothe             | Tarding, kriminalkommisær      | Dansk        |
| Rune Turesson           | Hr. Kristensson                | Svensk       |
| Doris Svedlund          | Fru Kristensson                | Svensk       |
| Claes Thelander         | Doktor Rossander               | Svensk       |
| Ilse Rande              | Kvinde med pibe                | Dansk        |
| Jørgen Kiil             | Henry                          | Dansk        |
| Henning Palner          | William                        | Dansk        |
| Inger Rauf              | Lotte, Williams kone           | Dansk        |
| Poul Müller             | Vicevært                       | Dansk        |
| Erno Müller             | Professor West                 | Dansk        |
| Bodil Sangill           | Ansat i udlejningsfirma        | Dansk        |
| Preben Ravn             | Ivan                           | Dansk        |
| Axel Düberg             | Lucas                          | Svensk       |
| Sten Ljunggren          | Paulus                         | Svensk       |
| Brigitte Kolerus        | Xenia                          | Dansk        |
| Gunn Wållgren           | Mormor                         | Svensk       |
| Søren Spanning          | Afhøringsbetjent               | Dansk        |
| Olaf Nielsen            | Patient                        | Dansk        |
| Lili Heglund            | Nabokone                       | Dansk        |
| Poul Thomsen            | Olsen, låsesmed                | Dansk        |
| Jens Brenaa             | Erik, Tinas ven                | Dansk        |
| Jørgen Buckhøj          | Mand i varehus                 | Dansk        |
| Bjørn Puggaard-Müller   | Henriksen                      | Dansk        |
| Holger Perfort          | Politidirektør                 | Dansk        |
| Solveig Sundborg        | Fru Nielsen, rengøringskone    | Dansk        |
| Helge Scheuer           | Skandil Petersen               | Dansk        |
| Peter Steen             | Direktør for Danmarks Akvarium | Dansk        |
| Niels Alsing            | Fotograf                       | Dansk        |
| John Hahn-Petersen      | Kontorchef Lund                | Dansk        |
| Sven Wollter            | Dirketør Sallberg              | Svensk       |
| Peter Ronild            | Claus Berg, journalist         | Dansk        |
| Ruddy Nyegaard          | Kontorist                      | Dansk        |
| Ole Storm               | Chefredaktør                   | Dansk        |
| Anders Hallström        | Toldbetjent                    | Svensk       |
| Inger Hovman            | Arkivar                        | Dansk        |
| Einar Svendsen          | Pilot                          | Dansk        |
| Nina Gunke              | Svensk pige                    | Svensk       |
| Gothe Fyhring           | Lena, svensk betjent           | Svensk       |
| Haakon Svensson         | Fangevogter                    | Svensk       |
| Emil Hass Christensen   | Departementschef Ib Schmidt    | Dansk        |
| Ole Dupont              | Kriminalbetjent                | Dansk        |

## Handling

### Første del
En kvinde (Ingalill spillet af Lotte Tarp) fiskes op af havet af tre fiskere. Bengt Lind (Jess Ingerslev) skriver sin afhandling inden for retsmedicin, men går mere op i fjollerier og fotografier. Han får til opgave at undersøge et druknet, kvindeligt lig og afslører hurtigt, at hun har ligget i vandet i 7-10 dage. Hun er ikke druknet, men har brud flere steder i kroppen, og desuden er hun ikke meldt savnet i hverken Danmark, Norge, Sverige eller Tyskland.
Derfor er hun svær at identificere, men det viser sig at være Ingalill. Bengt Lind er desuden en familiefar, der forsøger at få balanceret arbejds- og privatliv, men imidlertid (ubevidst) kommer til at nedprioritere den svenske kone og deres fælles datter. Han kommer blandt andet for sent, da de skal kigge på seng til datteren, Marianne (Arendse Kjærulff-Schmidt). Konen (Karin Lind, spillet af Britt-Louise Tillbom) viser sig at være gravid, men hun vil ikke have barnet. I stedet anklager hun Bengt for at have en elskerinde (Jannie Faurschou i rollen som Tina). Tina er politisk engageret og er med til at lave ballade i Folketinget.
Da Bengt den efterfølgende dag ønsker at se liget igen, finder han ud af, at det er udleveret til politiet. Doktor Horsberg (Joen Bille) har underskrevet attesten, fordi Professor West (Erno Müller) er i Amsterdam. Lind konfronterer Horsberg foran Gerda Isaksen (Pernille Grumme), som er laborant. Horsberg kalder Linds afhandling for en "evighedsafhandling", og han forsvarer sig med at have udleveret liget, fordi identifikationen har fundet sted. Liget bærer præg af den sygdom, der kaldes "Bürger-Bielenfeldts Parase", og som Linds afhandling netop drejer sig om.
Bengt tager ind på hotel Astoria, hvor han spørger efter Rektor Arved Kristensson (Rune Turesson), som bor på værelse 304. På værelset finder han kriminalkommisær Tarding (Bendt Rothe) og kriminalinspektør Svendsen (Willy Rathnov) i stedet for Kristensson. Det viser sig at Lind og Tarding kender hinanden gennem Bengts far. Hvad Lind og Tarding ikke er klar over, da de sammen forlader hotellet, er, at de bliver forfulgt.
Sammen forsøger de at finde ud af, hvorfor sporene efter Ingas pårørende, leder hen på Hotel Astoria og de ender også med at afhøre de efterladte sammen. Manden (onklen) er selvfølgelig anklagende overfor Ingas livsstil, mens kvinden (tanten) forsøger at beskytte hende.
Da Bengt er tilbage på instituttet, får han lov at låne sin kollegas (laboranten Fru Andersen, spillet af Rita Angela) sommerhus.Da de sidder i bilen på vej mod sommerhuset i Sverige, bliver det afsløret, at datteren kalder Bengt både ved hans navn og "far". Det afsløres også, at han har mødt sin kone i Sverige. Han foreslår Karin, at de sammen flytter til Thy, hvor han kan opstarte en praksis. Argumenterne lyder på, at han i højere grad får tid til at være sammen med familien, hvis de flytter, men Karin afslører ham og afviser forslaget.
I Sverige opsøger Lind en læge, Doktor Rossander (Claes Thelander). Rossander fortæller, at der er blevet sendt en recept til Sønderstrømsalle 20 i København, og da Lind besøger adressen, møder han de to mænd, som tidligere forfulgte ham
Sideløbende med historien om familien Lind, opdager man, hvordan de kriminelle gerningsmænd dels har begået mord og skjult liget og dels har stjålet nogle papirer. Bevidste om mordet er blandt andre Frank (Frej Lindqvist), som skubbede Ingalill udover altanen, og hendes mand Knut (Hans Klinga).